# Поттер, Луи де
Луи Жозе́ф Антуа́н де Потте́р (нидерл. Louis Joseph Antoine de Potter; 26 апреля 1786 года, Брюгге — 22 июля 1859 года, там же) — бельгийский журналист, историк-публицист и политический деятель, участник бельгийской революции 1830 года.

## Учёная и политическая деятельность
Родом из богатой семьи, получившей аристократическое звание в 1724 году.
Первая его работа, для которой он собрал материалы в Риме, находясь там при нидерландском посольстве, — «Дух Церкви» (l’Esprit de l’Eglise, 1821), в духе философии XVIII века.
Политическую карьеру де Поттер начал в 1828 году протестом против притеснения католиков голландским правительством. Приговорённый к 18 месяцам тюрьмы и к денежному штрафу за нападки на правительство, он воспользовался временем заключения для укрепления союза между бельгийскими католиками и либералами.
Новые антиправительственные брошюры, доставившие ему большую популярность, повлекли за собой его изгнание из Нидерландов. Когда вспыхнула бельгийская революция, де Поттер вернулся в Брюссель и стал членом временного правительства. Он желал, кроме падения Нассауского дома, установления республиканской формы правления, сокращения наполовину правительственных должностей, избрания чиновников всеобщей подачей голосов. Видя, что его идеи не пользуются сочувствием, де Поттер оставил общественную деятельность.
В 1831 году он пытался основать союз для ограждения Бельгии от интриг иностранных кабинетов; но полиция возбудила против него народную манифестацию, и он был вынужден уехать в Париж, откуда сильно нападал на политику короля Леопольда, главным образом за отдачу Лимбурга Голландии. В 1838 г. возвратился в Бельгию.

## Издания

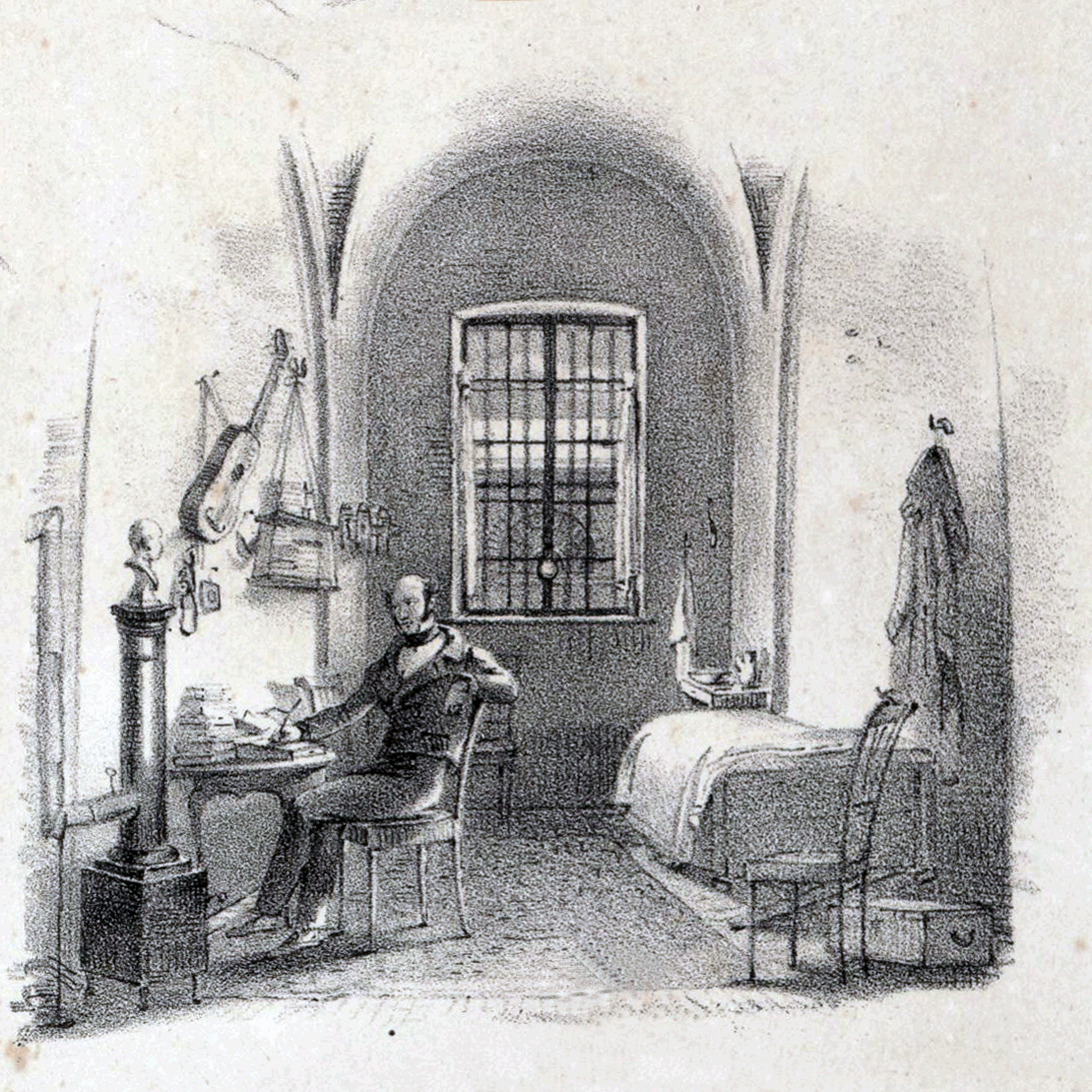
Де Поттер в тюрьме

- «Considérations sur l’histoire des principaux Conciles»;
- «Résumé de l’histoire du Christianisme» (Брюссель, 1856);
- «Saint Napoléon en paradis et en exil», поэма (Брюс. 1825);
- «Y aura-t-il une Belgique» (Брюс. 1838);
- «Souvenirs intimes» — интересное подробностямя о знаменитых людях, которых знал де Поттер.